# Stigmella pretiosa
Stigmella pretiosa là một loài bướm đêm thuộc họ Nepticulidae. Nó được tìm thấy ở Fennoscandia to Anpơ, và from Scotland to vùng Baltic và Slovakia.
Sải cánh dài 5.5-6.5 mm. Có một lứa một năm.
Ấu trùng ăn Geum montanum, Geum rivale, Geum urbanum, Rubus caesius, Rubus fruticosus, Rubus idaeus và Rubus macrophyllus. Chúng ăn lá nơi chúng làm tổ. 